# Nel buio/Cose di questo mondo
Nel buio/Cose di questo mondo è il quarto singolo dei Pooh, pubblicato in Italia del 1967 dalla casa discografica Vedette.

## Il disco
Dei due brani, solamente Nel buio è stato inserito nel primo album dei Pooh, Per quelli come noi, mentre Cose di questo mondo fu escluso ed inserito nella ristampa in cd dell'album Contrasto del 1998 (On Sale Music, 52 OSM 028).

## Descrizione
Nel buio, introdotta da un breve assolo di basso di un giovanissimo Riccardo Fogli, è ripresa ancora oggi nei concerti del gruppo. Si tratta di una cover di I looked in the mirror di Bob Morrison.
Il brano è cantato da Valerio e da Riccardo.
Cose di questo mondo riapparirà nell'album Contrasto con un titolo diverso, Il buio mi fa paura. Si tratta dell'ultimo brano inciso da Mauro Bertoli con i Pooh; dopo questo 45 giri, e dopo l'abbandono di Bertoli i Pooh adottano ufficialmente la formazione a 4, che conserveranno per 42 anni fino all'addio di Stefano D'Orazio, nel 2009.

## Tracce
LATO A
1. Nel buio (testo: Pantros – musica: Bob Morrison)

LATO B
1. Cose di questo mondo (testo: Pantros – musica: Francesco Anselmo)

## Formazione 1967
- Valerio Negrini - voce, batteria e percussioni
- Mauro Bertoli - voce, chitarra
- Mario Goretti - voce, chitarra
- Roby Facchinetti - voce, pianoforte, tastiere
- Riccardo Fogli - voce, basso

## Formazione 1988
- Stefano D'Orazio - voce, batteria e percussioni
- Dodi Battaglia - voce, chitarra
- Roby Facchinetti - voce, pianoforte, tastiere
- Red Canzian - voce, basso

## Formazione 2016
- Stefano D'Orazio - cori, batteria e percussioni
- Dodi Battaglia - cori, chitarra
- Roby Facchinetti - cori, pianoforte, tastiere
- Red Canzian - cori, Chitarra ritmica
- Riccardo Fogli - voce, basso elettrico